# Лереш, Луи Франсуа Жюль Родольф
Луи́ Франсуа́ Жюль Родо́льф Лере́ш (фр. Louis François Jules Rodolphe Leresche, 1808 — 1885) — швейцарский ботаник.

## Биография
Луи Лереш родился 10 декабря 1808 года в городе Лозанна.
В 1862 году он составлял гербарий Sierra de Mariola.
Луи Франсуа Жюль Родольф Лереш умер 11 мая 1885 года.

## Научная деятельность
Луи Франсуа Жюль Родольф Лереш специализировался на папоротниковидных и на семенных растениях.

## Почести
В честь Лереша был назван род растений Lereschia Boiss., 1844, а также виды Achillea lereschei Sch.Bip. Hieracium lerescheanum Zahn.